# El Chorro (Uruguay)
El Chorro ist eine Ortschaft in Uruguay.

## Geographie
Sie befindet sich auf dem Gebiet des Departamento Maldonado in dessen Sektor 6. Im Osten grenzt Manantiales an El Chorro an, während in ca. einem Kilometer westlicher Entfernung La Barra gelegen ist. Im Hinterland erstreckt sich die Cuchilla de Maldonado.

## Infrastruktur
Der Ort liegt an der Ruta 10. Der Ort ist zudem an die Busverbindung Maldonado – Faro José Ignacio (C.O.D.E.S.A – Línea 14) angebunden und wird mehrmals täglich im öffentlichen Nahverkehr bedient.

## Einwohner
El Chorro hatte bei der Volkszählung 2011 392 Einwohner, davon 201 männliche und 191 weibliche.
| Jahr | Einwohner |
| ---- | --------- |
| 1963 | 25        |
| 1975 | 49        |
| 1985 | 93        |
| 1996 | 147       |
| 2004 | 254       |
| 2011 | 392       |

Quelle: Instituto Nacional de Estadística de Uruguay